# Giovanni Boccamazza
Giovanni Boccamazza (? - 10 de agosto de 1309) foi um cardeal italiano, Deão do Sagrado Colégio dos Cardeais.

## Biografia
Nascido em Roma, era da nobre família Savelli. Filho de Oddone Boccamazza, era primo do Papa Honório IV. Seu sobrenome também é listado como Boccamazzi, Boccamiti e Boccamati.
Capelão papal, foi Reitor da igreja de Saint-Fortunat e arquidiácono de Bruxelas. Cânone do capítulo das Catedrais de Avranches, Metz, Reims e Verdun. Prebendário de Stoke (Lincoln) em 1291. Abade commendatario de San Quirico di Rieti.
Eleito arcebispo de Monreale em 15 de agosto de 1278, ocupou a Sé até sua promoção ao cardinalato, sendo administrador apostólico até agosto de 1286. Ele fugiu quando a revolta dos Vespri Siciliani ocorreu em 1282 e alertou o Papa Martinho IV e o rei Carlos em Montefiascone, quando provavelmente não regressou à sua Sé.
Foi criado cardeal-bispo no consistório de 22 de dezembro de 1285, recebendo a sé suburbicária de Frascati. Subscreveu bulas papais em 1286 a 1300. Nomeado legado a latere, na Germânia, ante o imperador Rodolfo I e em 31 de maio de 1286, ele foi para a Dinamarca, Suécia, Polônia e Pomerânia, e convocou um Concílio em Würzburg.
Foi nomeado Decano do Colégio dos Cardeais, em 1302.
Morreu em 10 de agosto de 1309, em Avinhão e foi sepultado na igreja dos Dominicanos, na mesma cidade. Diz-se que em seu testamento, mantido em cópia nos Arquivos Secretos do Vaticano, ele doou dezenas de feudos e castelos, incluindo Saracinesco perto de Tivoli e Ponticelli em Sabina para sua família, também como inúmeros bens de sua notável fortuna para a Igreja.

## Conclaves
- Eleição papal de 1287–1288 - participou da eleição do Papa Nicolau IV
- Eleição papal de 1292–1294 - participou da eleição do Papa Celestino V
- Conclave de 1294 - participou da eleição do Papa Bonifácio VIII
- Conclave de 1303 - participou da eleição do Papa Bento XI
- Conclave de 1304–1305 - participou como deão da eleição do Papa Clemente V